# Фонтене-ле-Конт (округ)
Фонтене-ле-Конт (фр. Fontenay-le-Comte) — округ (фр. Arrondissement) во Франции, один из округов в регионе Пеи-де-ла-Луар. Департамент округа — Вандея. Супрефектура — Фонтене-ле-Конт. Население округа на 2020 год составляло 139 288 человек. Плотность населения составляет 60 чел./км². Площадь округа составляет 2315,8 км².

## Кантоны округа
Кантоны округа Фонтене-ле-Конт (с 22 марта 2015 года)
- Ла-Шатеньере
- Лез-Эрбье (частично)
- Люсон
- Марёй-сюр-ле-Дисе (частично)
- Фонтене-ле-Конт
- Шантонне (частично)

Кантоны округа Фонтене-ле-Конт (до 22 марта 2015 года)
- Л’Эрмено
- Ла-Шатеньере
- Люсон
- Майзе
- Марёй-сюр-ле-Дисе
- Пузож
- Сент-Эрмин
- Фонтене-ле-Конт
- Шайе-ле-Маре